# Limmerenbach
Der Limmerenbach ist ein etwa 7,5 Kilometer langer Bach im Kanton Glarus. Er vereinigt sich oberhalb von Linthal mit dem Sandbach zur Linth.

## Geographie

### Verlauf
Der Bach beginnt unterhalb des Griessfiren und des Limmerenfiren auf etwa 2500 m ü. M. Mehrere Quellbäche vereinen sich hier und fliessen zusammen in den Limmerensee. Das Gebiet ist umgeben von Bergen um 3000 m ü. M., im Hintergrund befindet sich der Bifertenstock in 3418 m ü. M. Der Limmerenstausee ist knapp 3 km lang und befindet sich auf etwa 1850 m ü. M. Neben dem Limmerenbach fliessen weitere kleine Bäche dem See zu, unter anderem der Muttenbach. Nach dem Ende des Stausees fliesst der Limmerenbach im Limmerental relativ steil abwärts, während ihm beidseitig kleinere Bäche zufliessen. Nach etwas über 2 km fliesst ihm von rechts auf 1300 m ü. M.  der Nüschenbach zu. Kurz darauf erreicht der Bach waldiges Gebiet, biegt in Richtung Westen ab und vereinigt sich talabwärts auf 1010 m ü. M. mit dem Sandbach zur Linth.

### Einzugsgebiet
Das Einzugsgebiet des Limmerenbachs hat eine Grösse von etwa 28 km². Der höchste Punkt im Einzugsgebiet ist auf 3363 m ü. M. in der Nähe des Bifertenstock.